# Aumsville
Aumsville est une ville américaine située dans l'État de l'Oregon et dans le Comté de Marion (Oregon).

## Démographie
Au recensement de 2010, sa population était de 3 584 habitants dont 1 182 ménages et 937 familles résidentes. La densité de population était de 1 356,6 hab/km2
La répartition ethnique était de 84,3 % d'Euro-Américains et 15.7 % d'autres races.
En 2000, le revenu moyen par habitant était de 14 262 dollars avec  15,8 % vivant sous le seuil de pauvreté.

## Source
- (en) Cet article est partiellement ou en totalité issu de l’article de Wikipédia en anglais intitulé « Aumsville, Oregon » (voir la liste des auteurs).